# 环太平洋 (电影)
《環太平洋》（英語：Pacific Rim）是一部2013年美國科幻电影，由傳奇影業製作再由華納兄弟發行。電影由葛雷摩·戴托羅执导，並由查理·杭南、菊地凛子、伊德瑞斯·艾爾巴和朗·普爾曼等人主演。劇本方面由崔維斯·畢齊漢編寫以及葛雷摩·戴托羅設計。電影背景設定於未來世界，人類發明大型機械人對抗來自外星並從太平洋深處入侵地球的怪獸。
台灣於2013年7月11日，美國于7月12日、香港於7月18日、中国大陆于7月31日上映，取得4.11億美元的票房成績，作為票房成功，並在葛雷摩·戴托羅歷年所執導的電影中票房最為出色。電影許多元素致敬怪獸、機甲和日本動畫，同時還受到邪典追捧。續集《環太平洋2：起義時刻》前置作業一度受擱置，但最終於2018年3月23日上映。

## 劇情
2013年，太平洋深處出現一個稱作「突破點」（The Breach）的宇宙傳送門，一大群稱為「怪獸」（Kaiju）的外星巨獸得以侵略地球，陸續摧毀多個環太平洋地區主要城市，為人類造成巨大的傷亡與損失。為了能跟怪獸抗衡，世界各國合作開發出「機甲獵人」：專門對抗怪獸的巨大武裝機械人，由兩名腦部神經網路互相串連（Drifting；全名「浮動神經元連結」）的操縱者同步操作，讓人類與怪獸之間的戰役變成持久戰。2020年，美國機甲「吉普賽危機」負責攔截一隻即將登陸阿拉斯加的第三量級怪獸時，駕駛員萊利和彥西·貝克特兄弟為了保護一艘受困深海區的漁船，導致機甲嚴重損毀，彥西也因此陣亡。倖存的萊利單獨作戰並最終取勝，在海灘上獲救後因失去親兄的内疚，選擇隱居在海灣一帶當建築工人謀生。
五年後，隨著怪獸等級持續攀升，各國機甲獵人相繼敗陣，總指揮官史塔克·潘特考斯得知各國政府將不會再援助他後，下令將僅存的四架機甲：中國「暴風赤紅」、俄羅斯「車諾阿爾法」、澳大利亚「衝鋒發現號」、以及完成修復升級的「吉普賽危機」集體調至位於香港的「破碎穹頂」基地，計畫靠放置戰術核武器摧毀突破點。在阿拉斯加修建圍墻的萊利受史塔克傳喚而勉強重裝上陣，挑選自己的副駕駛候選時，萊利看中史塔克麾下的日裔工程師森真子，與她對打平手後認定她是最佳人選。然而在吉普賽危機試運行時，萊利和真子進行首次連結，過程中都因為受到喪親的悲傷往事影響而分心，真子甚至陷入回憶中無法自拔、險些釀成災難，迫使控制室的人拔掉電源才停止。高傲的衝鋒號駕駛查克·韓森認為他們沒資格參與行動，而萊利同時從真子的回憶中得知，她在受襲的東京中被史塔克救過。
基地中負責怪獸研究的科學家紐頓·蓋茲勒，用一塊從怪獸身上摘取下來的大腦活樣本，進行史上首次“人獸連結”實驗，在實驗成功下獲知驚人真相：近幾年出現的怪獸全是克隆形式哺育出來，僅是幫助身在突破點另一邊真正外星族群「先驅」消滅人類、讓牠們佔領地球，等用盡自然資源後再移居別處。史塔克為了確認信息而命令他再次實驗，並介紹在當地販賣怪獸稀有器官的黑市商人漢尼拔·周以獲得新樣本，表示自己目前跟他合作才得到大筆行動資金。不久，兩隻第四量級的怪獸全速遊向香港，史塔克下令除吉普賽危機以外的三架機甲前去攔截；而紐頓在市中心找到漢尼拔·周的店面，解釋自己為了人獸通感實驗而需要樣本，但漢尼拔推測兩只怪獸同時趕往這裡是因為群體智慧追蹤到紐頓的實驗，於是準備去避難且將紐頓趕出門。
暴風赤紅與車諾阿爾法在兩隻怪獸的聯合攻勢下機毀人亡，怪獸身上發出電磁脈衝導致衝鋒號與基地均停電，當時躲在避難所的紐頓受包圍而命懸一線。但由萊利與真子操縱的吉普賽危機靠核供電歸來，以一敵二而將兩隻怪獸逐一消滅，讓兩人一雪前恥且眾望所歸。史塔克下令計劃照常進行時突然流鼻血，便單獨對萊利揭示自己十年前在東京救下真子當天，因初代機甲缺乏防輻射技術、加上長時間駕駛導致身體患輻射中毒，僅能靠吃藥抑制病情。緊接著兩隻第四量級的怪獸從突破點爬出，按兵不動地看守突破點，史塔克決定代替因負傷而無法駕駛的查克之父赫克，冒著生命危險而陪查克運送核彈。
紐頓跟著漢尼拔的開採團隊在第一時間來到怪獸的屍骸前摘取器官，但發現該怪獸的大腦早已在戰鬥中毀掉，然而該怪獸體內剛好懷有一隻幼獸，其瞬間從腹部中爬出，將站在原地的漢尼拔吞食後，最終因臍帶繞頸致死。紐頓幸運地獲得一顆完整大腦樣本，赫曼跑來決定和他共同進行連結實驗。當兩架機甲來到深海突破點邊緣準備進行核彈投放工作時，得出新結論的紐頓和赫曼緊急跑來通知，突破點具有類似“生物辨識”的感應，任何沒有攜帶怪獸基因的物體則無法穿過。當眾人陷入進退兩難的困境時，史上第一隻第五量級的巨獸從突破點爬出，由於在水中無法使用陸上武器，兩架機甲受到三隻怪獸的輪番攻勢下嚴重受損，儘管設法殺死其中一隻卻仍陷入絕境。由於核彈投放裝置被毀，史塔克和查克決定自我犧牲，引爆核彈與另一隻怪獸同歸於盡，還將巨獸炸傷。
萊利和真子趁機衝向巨獸，用胸口的核反應爐燒穿其胸膛，並與巨獸的遺體直接通過突破點。萊利先將缺氧昏迷的真子送進逃生艙撤離出去，獨自與機甲抵達突破點的另一邊，開啓核反應爐的核熔毀系統後迅速進逃生艙脫離。機甲自爆使突破點坍塌，徹底阻斷怪獸通路。代替史塔克成為總指揮官的赫克高喊突破點已摧毀，結束耗時十二年的怪獸戰役。使命達成讓基地的人歡呼不盡，兩個逃生艙也浮到海面上，真子喊醒昏迷的萊利，兩人在救援直升機到達時相擁。當時在香港，遭幼獸吞食的漢尼拔割開幼獸腹部逃出來，但也找不到他的鑲金皮鞋。

## 角色
| 演員                                                | 角色                                            | 介紹 |
| 查理·漢納 Charlie Hunnam                            | 萊利·貝克特 Raleigh Becket                      | 美國機甲「吉普賽危機」的主駕駛，五年前執行任務時意外失去搭檔哥哥而留下心理陰影，五年下來過著落魄生活，直到今日才決定回歸使命，再度踏進機甲中保家衛國。 |
| 伊德瑞斯·艾尔巴 Idris Elba                          | 史塔克·潘達考斯特 Stacker Pentecost             | 美國軍方元帥，機甲獵人計畫的總指揮官，曾駕駛過日本戰狼探戈號。身經百戰的他成為怪獸戰役的最大貢獻者，沒有政府援助之下建立反抗軍。                       |
| 菊地凜子 Rinko Kikuchi                              | 森 真子 Mako Mori                               | 日本機械設計師，父母於十年前的怪獸襲擊中喪生，立誓要為家人報仇而加入計畫中，後來自願成為「吉普賽危機」副駕駛。蘆田愛菜飾演幼年時期的真子。             |
| 查理·戴 Charlie Day                                 | 紐頓·「紐特」·蓋茲勒 Dr. Newton "Newt" Geiszler | 負責研究怪獸屍體的科學家，為人瘋癲，對怪獸十分癡迷，僅透過理論以及科學器材，成為史上首位跟怪獸的心理接觸的人。                                         |
| 朗·普尔曼 Ron Perlman                               | 漢尼拔· Hannibal Chau                           | 全亞洲最大的怪獸黑市商人，曾資助過急缺行動資金的史塔克，因此得到史塔克准許而在附近一帶自由開採怪獸器官，拿到國外去賣錢。                               |
| 柏恩·高曼 Burn Gorman                               | 赫曼·葛里布 Dr. Hermann Gottlieb                  | 負責計算怪獸襲擊數值的科學家，紐頓的搭檔，為人跟他一唱一搭，但性格和他截然相反，不會為事實感到瘋癲或自傲。                                             |
| 羅伯·卡辛斯基 Robert Kazinsky                       | 查克·韓森 Chuck Hansen                          | 澳洲機甲「衝鋒發現號」的副駕駛，被父親獨自帶大，百戰百勝的作戰經驗使他自視甚高，一開始瞧不起萊利，直到被他營救才改變看法。                             |
| 馬克斯·馬蒂尼 Max Martini                           | 赫克雷斯·「赫克」·韓森 Hercules "Herc" Hansen   | 查克的父親，亦為衝鋒發現號的主駕駛，與萊利和史塔克是舊識。                                                                                             |
| 小克利夫頓·柯林斯 Clifton Collins Jr.               | 蔡天同 Tendo Choi                               | 華裔美國人，精英系統工程師，同時擔任機甲獵人的主系統規劃師，跟萊利保持多年好友關係。                                                                   |
| 迪亞哥·克萊坦霍夫 Diego Klattenhoff                 | 彥西·貝克特 Yancy Becket                        | 萊利的哥哥，吉普賽危機號的前任主駕駛，在五年前的戰役中被怪獸拉出機甲獵人而身亡。                                                                       |
| 海瑟·多克森 Heather Doerksen                        | 薩沙·凱戴諾夫斯基 Lt. Sasha Kaidonovsky         | 俄羅斯中尉，車諾阿爾法的主駕駛。 |
| 羅伯特·梅耶 Robert Maillet                          | 艾力克西斯·凱戴諾夫斯基 Lt. Aleksis Kaidanovsky | 薩莎的丈夫兼搭檔，車諾阿爾法的副駕駛。 |
| 劉智福、劉智滿、劉智堂 Lance, Mark, and Charles Luu | 偉唐三胞胎 Wei Tang Triplet                     | 三胞胎兄弟，中國機甲獵人暴風赤紅的三名主駕駛。 |

## 用語
| 用語                                     | 介紹 |
| 環太平洋防衛軍 Pan Pacific Defense Corps | 環太平洋防衛軍是為了對付怪獸侵略，由聯合國緊急成立的全球聯合軍，主要由太平洋周圍所有國家做為主要會員國，又可以簡稱為PPDC，主要由世界各國出資。環太平洋周邊國家建立了不少名為破碎穹頂的機甲獵人基地，PPDC 掌握了機甲獵人的核心技術以及設計開發，旗下有分支有：機甲學院、怪獸研究部門、機甲科研部門、突擊軍。 |
| 機甲獵人 Jaegers                         | PPDC開發出來對付怪獸的終極兵器，基本上所有機甲獵人都聽從於PPDC的指揮與部屬，任何一個國家都無權命令機甲獵人做出行動，機甲獵人所屬國籍主要是生產地、部屬基地這一類定義，有些國家也願意付出大筆資金委託PPDC生產適合保衛他們國家的機甲獵人，PPDC也會跟科技技術、財力比較強的國家共同研製，經濟情況不理想的國家PPDC則會直接在這個國家部署、組裝機甲獵人。 機甲獵人的誕生是因為常規軍武難以擊敗怪獸，而且怪獸藍汙染的原因，人類需要一款新的兵器來應對，通常是希望能夠用機甲獵人那巨大的力量，把怪獸捶打到內出血而死，但是在緊急情況下駕駛員仍然會使用諸如：等離子砲、刀劍之類的冷、熱兵器，雖然會導致怪獸血液大面積噴灑，但是仍然比常規軍武所造成的傷害要好很多，如果能夠用雙拳擊敗怪獸，駕駛員是不會使用這種方式作戰。 機甲獵人可以搭載任何常規軍武難以做到的火力跟機動性，軍艦雖然能夠搭載類似武器，但是軍艦速度比怪獸還要慢上許多十分容易被摧毀，飛行器則沒有辦法搭載如此巨大的武器，而且能源供給是一大問題，只有機甲獵人那強大的反應爐可以滿足諸如等離子砲這類武器的能源需求，也只有機甲獵人的機動性可以把這些致命的武器發揮在怪獸的身上。 |
| 怪獸藍 Kaiju Blue                        | 怪獸的血液，顏色為藍色帶有著極其強烈的劇毒，這種毒性對於地球的任何物種來說都是致命的，不僅如此還有著極高的汙染性，非常難以被清除掉，十分容易滲透進土壤、大海裡面，而且揮發掉會充斥於地球的大氣裡面，怪獸藍讓怪獸變成一顆巨大的髒彈，雖然超大量常規軍武的火力可以擊敗怪獸，但是怪獸噴灑的血液足以讓周邊的環境無法生存，而且城市也會變成廢墟，如果人類一直用這種方法攻擊怪獸，不用幾年地球就會變成讓人類無法居住的環境，這也是為什麼機甲獵人為何會誕生。 |
| 破碎穹頂 The Shatterdome                 | 機甲獵人的基地，裡面有著大量的後勤人員負責維修保養機甲，彈藥裝填、燃料補充、設備升級等也都是在破碎穹頂完成，破碎穹頂周圍部屬大量的砲兵跟重型火砲防止怪獸攻入基地，各國主要基地分別有：雪梨、東京、大阪、長崎、海參崴、利馬、香港、安克拉治、洛杉磯，維持一座基地的經費十分的驚人，在怪獸戰爭後期世界各國的財政能力已經難以繼續支撐這個吞金獸，世界各國的破碎穹頂都被關閉，僅剩下香港基地留存。 |
| 反怪獸牆 Anti-Kaiju Wall                 | 反怪獸牆又可以被稱作“生命之牆（Wall of Life）”，反怪獸牆是世界各國高層在看到機甲獵人已經難以抵擋四級怪獸後，商議後所想到的應對辦法，將環太平洋周邊國家都包圍起來防止怪獸入侵，雖然各國高層對人民宣稱反怪獸牆堅不可摧，沒有怪獸能夠突破如此銅牆鐵壁，但是病毒事件證明只不過是精神勝利法而已，先驅者在見識到人類的反怪獸牆後特意製作四級怪獸“病毒”來測試反怪獸牆，結果雪梨的反怪獸牆不到一個小時便被病毒給撞破，若是“衝鋒發現號”不在雪梨，雪梨將會被病毒給徹底毀滅掉。 這件事情證明反怪獸牆非常無用，各國人民怒斥領導人欺騙他們，但是高層仍然執意地要繼續反怪獸牆計畫，為此不少國家爆發了不少暴動跟抗議行動，也是因為這件事情人民對機甲獵人再次重拾起信心。 |
| 遺忘墳場 Oblivion Bay                    | 遺忘墳場是PPDC用來放置被怪獸摧毀的機甲獵人存放地，是第一隻怪獸“入侵者”的殞命之地，這裡因為過量的核輻射跟嚴重的怪獸藍汙染，不適合人類在這個地方居住，，被PPDC認為是不錯的放置場，機甲獵人被怪獸摧毀的過於嚴重或是沒有適合的替補駕駛員，PPDC會把機甲獵人剩餘有價值的設備拆卸下來，之後便會被PPDC移動到這個地方放置。 “吉普賽危機”因為機體毀損較輕，而且有適合的替補駕駛員，才有機會被PPDC從遺忘墳場裡面拖出來進行整修跟升級。 |
| 先驅者 Precursors                        | 怪獸的創造者，入侵地球的一切元凶，先驅者十分擅長生物科技而且其造詣水準非常的高，外型類似水生昆蟲四肢細小狹長，身高超過12英尺（3.6公尺）有著透明的翅膀跟外骨骼，有著強烈擴張性的種族，地球是他們侵略眾多星球的其中之一，先驅者早在三疊紀就在地球打開傳送門進行勘查，但是地球的環境充斥著大量的氧氣跟未被污染的乾淨環境，對於先驅者來說這種環境是不適合他們生活的，之後便離開了地球。 直到人類這個物種的誕生，地球的汙染程度大幅的增加，已經逐漸變得如同先驅者期望的環境了，到2013年先驅者正式展開了入侵地球的計畫，就此打響了長達12年的怪獸戰爭，直到2025年吉普賽危機成功穿過突破點，熔毀反應爐自爆把先驅者的地球前線作戰基地炸毀，也成功摧毀了突破點，就此終結先驅者染指地球的妄想。 |
| 怪獸 Kaiju                               | 先驅者製作的矽基生物兵器，所發揮出的力量跟能力是碳基生物望塵莫及的水平，而且人類的紅外線感測器難以發現其存在，即便是雷達都難以發現跟鎖定。 身軀極其的結實，第一頭怪獸“入侵者”扛著美國海陸空三個軍種全方位的狂轟濫炸，只有皮膚跟一些肌肉被炸破，最後是被美軍用三枚核彈擊中要害才死亡，在這段期間入侵者已經踏平三座城市，造成難以估計的人命傷亡跟經濟損失。 有著驚人般的力量，能夠輕鬆撞破大樓、打飛跟甩飛數千噸重的機甲獵人，機甲獵人所使用的裝甲材料已經是集合人類材料學最先進的結晶，但是怪獸可以憑藉其利爪、拳頭破壞掉，而且巨大的力道打擊可以把機甲獵人的系統、設備變成當機離線狀態。 怪獸擁有數個腦袋即便是被摧毀掉數個副腦，仍然可以讓怪獸跟機甲獵人持續作戰。 怪獸擁有蜂巢意識，當一頭怪獸被殺死之後下一頭怪獸便會克服這個弱點，每一頭怪獸的記憶都是共同分享的，過去殺死怪獸的機甲獵人所有的能力跟弱點都會暴露出來，讓怪獸能夠更加地容易摧毀機甲獵人，這也是為什麼通常同級的機甲獵人難以擊敗同級的怪獸，也是機甲獵人沒有同一個型號進行大幅量產的原因。 多樣化的武器跟戰鬥智商，到第四級怪獸的時候機甲獵人已經兵敗如山倒，主要是因為四級怪獸有著各式各樣特殊的生物兵器，諸如：強酸腐蝕液、電磁脈衝等，人類並不知道這些怪獸帶有什麼樣的武器，在情報戰上人類處於劣勢，四級怪獸有極高的智商知道如何對付機甲獵人，通常摧毀駕駛艙是牠們第一優先的攻擊部位，也是因為這樣機甲獵人不斷地敗北。 |
| 突破點 The Breach                        | 先驅者在挑戰者深淵打開的蟲洞傳送通道，是怪獸能夠來到地球的大門，PPDC曾經多次對突破點扔核彈試圖摧毀掉，但是所有的核彈都被突破點反彈出來，突破點會辨識怪獸的DNA，若是沒有怪獸DNA的東西會被突破點反彈出去，迫於無奈PPDC只能夠在突破點周遭架設探測器，如果有怪獸衝出來可以判斷怪獸的級數、抵達地點、抵達時間等，讓PPDC能夠有足夠的時間準備作戰計畫。 突破點一開始相當的不穩定，只能夠讓一些比較弱小的怪獸通過，但是怪獸戰爭這幾年突破點趨近於穩定，能夠讓更強更巨大的怪獸通過，在先驅者定義裡面一到四級怪獸屬於偵查兵水準，五級怪獸是先驅者正規兵力的展現，突破點穩定且擴大之後，五級以上的怪獸將會現身在地球，到那時候將是人類滅絕時刻。 於2025年吉普賽危機成功炸毀突破點，讓人類免於滅亡。 |

## 機甲獵人（Jaegers）
電影中的機甲獵人
| 國家   | 中文／日文／英文名                                            | 級別                | 基本資料 | 基本資料 | 戰力指數 | 戰力指數 | 戰力指數 | 戰力指數   | 備註 | 狀態 | 缺點                               |
| 國家   | 中文／日文／英文名                                            | 級別                | 高度     | 重量     | 機動力   | 攻擊力   | 防禦力   | 怪獸擊殺數 | 備註 | 狀態 | 缺點                               |
| 美国   | 吉普賽危機 危險 ジプシー・デンジャー Gipsy Danger             | 第三世代型 Mark III | 79公尺   | 1980公噸 | 7        | 8        | 6        | 9          | 美國第一款第三世代機甲獵人，採用核動力渦輪引擎，具備一定的海水利用技術，以神經元浮動聯結雙人操作系統，虽然造价高昂，但免去了常规动力机甲獵人在补给和维修上的繁琐程序。注重頭部、前胸、後背和肩膀防護，動力和下盤穩定，強調肉搏戰鬥 。手肘內部裝備了火箭噴射器，提供巨大的動能來攻擊怪獸，同時雙手部配備有左右各一門I-19等離子砲（I-19 Plasmacaster），威力巨大單純一發就可以重創三級怪獸，連續速射可以擊殺防護高的四級怪獸，後來在香港加裝的各一具伸縮式屠獸劍，極其的鋒利能夠輕鬆切砍四級怪獸身驅。於加州聖地牙哥和洛杉磯等地多次擊敗怪獸，但在阿拉斯加州安克拉治外海一役被三級怪獸鬼頭刀重創，回收後在香港重新翻修並接受各種升級改裝，如加裝屠獸劍、安裝第二座核反應爐、更新操作介面等。經升級後的綜合實力可與第四世代機甲獵人平起平坐。 | 穿過通道後在先驅者進攻地球的基地上讓反應爐熔毀自爆，摧毀整個傳送通道                                                                     | 四肢防護力低                       |
|        | 衝鋒發現號 尤里卡突襲者 ストライカー・エウレカ Striker Eureka | 第五世代型 Mark V   | 76公尺   | 1850公噸 | 10       | 10       | 9        | 11         | 世界第一、也是現存唯一一架第五世代機甲獵人，是集合人類最先進科技於一身的最強機甲獵人，PPDC澳大利亞分部投入超過1000億美元的資金開發、建造，系統完全數位化操作性遠超任何機甲，採用電磁渦輪機作為動力來源，提供給衝鋒發現號驚人的爆發力跟速度，提供給機體巨大的力量可以輕鬆舉起怪獸全身，每根手指用銅鋼化合物製成，可以提供巨大的衝擊力，還裝備了強大的電擊器，讓衝鋒發現號揮出的每一拳都有電擊眩暈的效果，背後裝備了T-16天使之翼（T-16 Angel Wings），讓衝鋒發現號在激戰中可以穩定機體的平衡，雙手裝備蜇型手刀（ Assault Mount 3.25 "Sting-Blades"），刀片極其的鋒利能夠輕鬆切割五級怪獸身驅，刀片內部有奈米碳管可以散熱或是發出高溫，胸部裝備了六連裝WMB2x90反怪獸飛彈發射器（WMB2x90 AKM Chest launcher），每一根發射管可以容納三發彈頭，總共可以發射18枚飛彈，飛彈彈頭是特殊的反怪獸物質而非單純的炸藥，彈頭爆炸的威力極小不會讓怪獸藍噴灑太過嚴重，在擊中怪獸的時候會炸開怪獸的皮膚，將反怪獸物質注入怪獸體內讓其當場死亡，該飛彈造價極其高昂只有衝鋒發現號裝備使用。反应速度很快，遠程攻擊與近戰肉搏皆擅長，近戰中可以將四級怪獸「鐵尾」、「病毒」打得毫無招架之力，是集各款機甲獵人的精華的精銳機種，而且它还设计有逃生舱。擊殺怪獸最多的機甲獵人，在墨爾本、奧克蘭、布里斯班、悉尼、馬尼拉、古晉、阿卡布科等地皆留下戰功。 | 在挑戰者深淵戰役中引爆核彈自爆為吉普賽危機開路                                                                                           | 對EMP防護較弱 系統複雜啟動相當緩慢 |
| 中国   | 暴風赤紅 クリムゾン・タイフーン Crimson Typhoon               | 第四世代型 Mark IV  | 76公尺   | 1722公噸 | 9        | 8        | 6        | 7          | 在中國常州組裝的機甲獵人，採用纯鈦合金裝甲及反應爐，每一条肌肉束採用五十个柴油动力引擎，獨眼，頭部有變焦望遠鏡功能，頸部靈活，腰部甚至可360度轉動。也是歷史上唯一一部需要三人驾驶、又有三隻手臂的機甲獵人，五個中格斗、肉搏頂尖的機甲獵人。右臂配有雙拳，可以手指可以變形成锋利的旋刀，左臂具有生物識別功能，並且裝備了IB22等離子砲（IB22 Plasmacaster），威力是I-19等離子砲的三倍但是需要長達6.8秒的時間蓄能，一發威力足以將三級怪獸瞬間炸的粉身碎骨，手掌可變形為高轉速圓鋸。可鎖定怪獸的骨骼精確打擊，右臂旋刀的配合，再加上敏捷速度跟背後的火箭噴射器，可以变成暴风的格斗必杀技“雷云阵型”，可以在肉搏战时发挥效力，輕鬆切割怪獸的肌肉、神經、骨骼。作为五款机甲中最轻的一款，因此速度方面比较占优势，以上的武器使他成为了极端骇人的末日打手，官方設定中除香港外，亦曾於大阪、胡志明市、曼谷、上海、台北、札幌等地擊敗過怪獸。 | 在香港戰役中駕駛艙被鐵尾用尾巴夾扁扯下                                                                                                   | 指揮艙（頭部）防護力過弱           |
| 俄羅斯 | 車諾阿爾法 切诺阿尔法 チェルノ・アルファ Cherno Alpha         | 第一世代型 Mark I   | 85公尺   | 2412公噸 | 3        | 10       | 10       | 6          | 現役最舊、最重，但戰鬥經驗也最豐富的機甲獵人，在其世代裡是最早建造出來的大前輩。原佈署於海參崴，多次成功防衛俄羅斯太平洋岸。因應俄羅斯的天寒地凍，特別注重防低溫、防海水設計，採用內燃機引擎，戰鬥風格加入古羅馬摔跤術和西洋拳的特点，在關節設計上以簡單的扳手式手掌、手臂存在多种操作方式，号称戰場上的戰爭機器，以特斯拉電磁驅動裝置驅動拳頭攻擊怪獸，雙拳能夠釋放高達415千伏的電壓，可以麻痺甚至燒焦怪獸的身體，雙拳可以瞬間彈射收縮釋放巨大的衝擊。雙腿裝備了重型鋼釘可以瞬間插入地面，讓車諾阿爾法變身成屹立不搖的堡壘。頭部具超厚裝甲保護，裡面裝有 MGS112大型蓄電池（ MGS112 Recharging Energy Cell）作為反應爐，巨大的頭部裝載了大量的燃油跟蓄能裝備，可以為車諾阿爾法提供強大的續航力，必要的時候頭部的兩組渦輪機可以點燃燃油噴出巨大烈火焚燒怪獸，摔跤、力气，肉搏大大提升，也是所有机甲中最高，最壮的，是防護力最好的機甲獵人之一，也同时是速度最慢的，駕駛艙在胸前而沒有像其他機型一樣配備逃生裝置。 | 在香港戰役中被鐵尾的酸液腐蝕掉裝甲，右臂被鐵尾咬碎扯斷，後被革龜偷襲扯下反應爐、壓入海底不斷重擊砸碎機體、最後被革龜徒手握碎駕駛艙而全毀 | 機動力不足，且没有配备逃生装置     |
| 日本   | 戰狼探戈 探戈狼 コヨーテタンゴ Coyote Tango                   | 第一世代型 Mark I   | 82公尺   | 2312公噸 | 5        | 7        | 4        | 3          | 日本開發的第一世代機甲獵人，由於面對緊急的怪獸戰爭，PPDC將諸多尚未成熟的技術投入使用，使的機甲獵人的性能不太可靠，该款機甲獵人操纵人员仅有一人（后期为两人），机动性和操控性存在一定缺陷，反应能力比较迟钝，背部裝備了兩管口徑2800mm的重型加農砲，雙手手掌上的試作型V-PI能源加農砲，因此在機甲獵人中有著數一數二的遠距離戰鬥力，但為了追求高攻擊力和速度的結果就是犧牲過多裝甲防護，是防護力最差的機甲獵人之一，甚至出現駕駛艙對動力爐的抗輻射能力過低的嚴重缺陷。在怪獸"惡魔女巫"襲擊東京時由當時仍為駕駛員的史塔克跟副駕駛Tamsin Sevier 操作負責迎擊，在激戰中Tamsin Sevier 陷入昏迷神經連接斷開，戰狼探戈的反應爐受到破壞核輻射外洩，史塔克獨自一人承受巨大的神經負荷還有核輻射曝曬下，跟惡魔女巫激戰三個小時，受到重創後成功打敗怪獸並救回當時年幼的森真子，任務結束後因為受到嚴重的輻射汙染被退役，後接管PPDC的元帥職位，Tamsin Sevier 則因為核輻射的關係在退役後不久便去世。 | 於聖勞倫斯被毀 | 防護力差                           |
| 美国   | 憂藍羅密歐 ロミオ・ブルー Romeo Blue                          | 第一世代型 Mark I   | 77公尺   | 7775公噸 | 2        | 7        | 6        | 2          | 美國第一款第一世代機甲獵人，是最早的建造機甲獵人之一，採用核動力渦輪引擎，是史上最慢的機甲獵人，胸部內裝備了重型加特林機槍（Gatling Chest）來提供遠程攻擊，胸部相當的寬上面裝備了類似衝鋒發現號的天使之翼，駕駛艙相當地狹小，手部類似暴風赤紅是圓形的，早期怪獸戰爭憂藍羅密歐被派遣去對付怪獸「苦行僧」，最後憂藍羅密歐抓取了周圍高速公路的殘骸當作近戰武器，成功將苦行僧毆打致死，這是對怪獸反擊的一大勝利，美國為此大肆宣傳這場勝利舉行盛大的閱兵儀式，宣傳給全世界這場勝利，後來憂藍羅密歐駐守在西雅圖防止怪獸侵襲。 | 跟三級怪獸「利劍」在西雅圖激戰，激戰後被怪獸摧毀兩名駕駛員陣亡，殘骸被拖入遺忘墳場                                                       | 速度非常的慢，武裝太少             |
| 日本   | 隱形浪人 タシット・ローニン Tacit Ronin                       | 第一世代型 Mark I   | 74公尺   | 7450公噸 | 8        | 7        | 3        | 3          | 日本開發的第一世代機甲獵人，是最早的建造機甲獵人之一，採用錒系元素 235作為燃料的核動力渦輪引擎，是有史以來最快速的機甲之一，身軀相當的瘦小狹長，胸部內裝備了速射機砲用來擊退怪獸，雙手裝備了可以伸縮的長刀（Fangblades），刀刃可以纏繞能量讓隱形浪人能夠輕鬆劈砍怪獸，讓隱形浪人成為致命的刺客，由於有著極快的速度導致了隱形浪人的防護力及其低下，只要受到怪獸一些攻擊就很容易造成機體重創，駐紮於日本東京的穹頂基地。 2016 年 6 月 21 日怪獸「Itak」登入東京灣隱形浪人前往迎戰，隱形浪人在部屬期間遭到伏擊反應爐被重創，導致核輻射外洩且散發到駕駛艙，駕駛員Duc Jessop、Kaori Jessop陷入嚴重昏迷，Itak對於隱形浪人沒有反應感到疑惑沒有選擇進攻，給兩名駕駛員爭取到足夠的恢復時間，隱形浪人在重新活動後Itak展開攻擊，抓住了隱形浪人的雙臂扯爛了機甲胸部，就在Itak要徹底摧毀隱形浪人的時候，戰狼探戈衝出來把Itak抱離隱形浪人，給了隱形浪人一線生機能夠恢復，由於駕駛員的替換導致戰狼探戈不敵Itak，就在即將落敗之際Itak看到隱形浪人恢復行動，把戰狼探戈放在一旁，在激戰後Itak速度敗給隱形浪人，被劈砍成兩半當場死亡。 2016 年 7 月 5 日二級怪獸「諸神黃昏」出現強往東京，PPDC派遣「勝利阿爾法（Victory Alpha）」前去迎戰，但是在激戰後不敵被諸神黃昏摧毀，史塔克元帥別無選擇之下派遣隱形狼人前往迎戰，駕駛員Duc Jessop、Kaori Jessop因為先前輻射跟精神負荷受到重創的關係，再駕駛一次機甲必定會死亡，但是兩人無怨無悔再次駕駛隱形浪人，戰鬥期間諸神黃昏把隱形浪人拖入海底打算摧毀掉，但是隱形浪人在海底做出一個後空翻躲開攻擊，用長刀捅穿諸神黃昏的胸口再將其劈成兩半，在戰鬥結束後Duc Jessop、Kaori Jessop兩人在駕駛艙裡面逝世。 | 於未知時間點被毀，殘骸被移入到遺忘墳場                                                                                                   | 防護力差                           |
| 中国   | 地平線勇士 ホライゾン・ブレイブ Horizon Brave                 | 第一世代型 Mark I   | 72公尺   | 7890公噸 | 8        | 4        | 6        | 2          | 中國開發的第一世代機甲獵人，是最早的建造機甲獵人之一，採用核動力渦輪引擎，主武器是駕駛艙兩側的絕對零度冷凍砲，能夠瞬間將怪獸凍成冰塊再打碎掉其身軀，也是極其致命的缺點，冷凍砲極其容易被摧毀而且容易外洩，外洩的氣體足以把駕駛員凍結起來，在利馬、馬尼拉有兩次擊殺怪獸記錄。 | 於未知時間點在利馬被摧毀 | 主武器太過靠近駕駛艙               |

設定集、小說中的機甲獵人
| 國家   | 中文／日文／英文名                                     | 級別                | 基本資料 | 基本資料 | 戰力指數 | 戰力指數 | 戰力指數 | 戰力指數   | 備註 | 狀態 | 缺點 |
| 國家   | 中文／日文／英文名                                     | 級別                | 高度     | 重量     | 機動力   | 攻擊力   | 防禦力   | 怪獸擊殺數 | 備註 | 狀態 | 缺點 |
| 智利   | 暗黑攔截者 ディアブロ・インターセプト Diablo Intercept | 第二世代型 Mark II  | N/A      | N/A      | N/A      | N/A      | N/A      | N/A        | 在智利組裝完成的第一台第二世代機甲，負責保衛從麥德林延伸到巴塔哥尼亞的海岸線，防止怪獸的侵襲。 | 在未知的時間點被摧毀 | N/A  |
| 秘魯   | 太陽先知 ソーラー・プロフェット Solar Prophet          | 第二世代型 Mark II  | N/A      | N/A      | N/A      | N/A      | N/A      | N/A        | 在祕魯組裝完成的第二台第二世代機甲，負責保衛從麥德林延伸到巴塔哥尼亞的海岸線，防止怪獸的侵襲。 | 在未知的時間點被摧毀 | N/A  |
| 巴拿马 | 美洲獅 プーマ・レアル Puma Real                        | 第二世代型 Mark II  | N/A      | N/A      | N/A      | N/A      | N/A      | N/A        | 在巴拿馬組裝完成的第二世代機甲。 | 在未知的時間點被摧毀 | N/A  |
| 俄羅斯 | 伊甸園刺客 エデン・アサシン Eden Assassin              | 第二世代型 Mark II  | N/A      | N/A      | N/A      | N/A      | N/A      | N/A        | 俄羅斯第一台第二世代機甲，跟車諾阿爾法服役於海參崴穹頂基地。 | 在未知的時間點被摧毀，殘骸被移動到遺忘墳場                                                                                                   | N/A  |
| 中国   | 少林遊俠 シャオリン・ローグ Shaolin Rogue              | 第三世代型 Mark III | N/A      | N/A      | N/A      | N/A      | N/A      | N/A        | 中國開發的第三世代機甲獵人，是水中作戰的特化型號，機體不少的裝備都是應對水下戰鬥而生的。 | 在上海跟三級怪獸「豁達」激戰，被豁達抓住從高空中投下，撞擊到數棟大樓機體徹底毀壞                                                             | N/A  |
|        | 火神幽靈 ヴァルカン・スペクター Vulcan Specter         | 第三世代型 Mark III | N/A      | N/A      | N/A      | N/A      | N/A      | 3          | 澳大利亞的第一台第三世代機甲獵人，手部裝備了特殊鑽頭可以輕鬆破壞怪獸肉體跟骨骼，手臂內有著一門高熱能量砲可以瞬間燒穿怪獸身驅，機體身上裝備了數枚飛彈，跟衝鋒發現號一起服役於澳大利亞穹頂基地，是在香港戰役前世界僅存的六台機甲之一，除役後按照聯合國的指示前往香港。 | 在前往香港前聯合迴聲軍刀跟四級怪獸「病毒」在澳大利亞外海激戰，結果不敵駕駛艙被扯下機甲身軀被徹底毀滅掉                                       | N/A  |
| 加拿大 | 鉻金將軍 クローム・ブルータス Chrome Brutus            | 第三世代型 Mark III | N/A      | N/A      | N/A      | N/A      | N/A      | N/A        | 加拿大的第一台第三世代機甲獵人，負責保衛安克拉治海岸線。 | 於未知時間點被毀 | N/A  |
| 墨西哥 | 鬥牛士之怒 マタドール・フューリー Matador Fury         | 第三世代型 Mark III | N/A      | N/A      | N/A      | N/A      | N/A      | N/A        | 於墨西哥組裝完成的第三世代機甲獵人。 | 於未知時間點被摧毀，殘骸被移動到遺忘墳場 | N/A  |
| 美国   | 科斯林九頭蛇 ヒドラ・コリンシアン Hydra Corinthian     | 第四世代型 Mark IV  | N/A      | N/A      | N/A      | N/A      | N/A      | N/A        | 美國第一台第四世代機甲獵人，主要工作是保衛巴拿馬運河的安全。 | 於未知時間點被摧毀 | N/A  |
| 美国   | 猛犸象使徒 マンモス・アポストル Mammoth Apostle        | 第四世代型 Mark IV  | N/A      | N/A      | N/A      | N/A      | N/A      | N/A        | 美國第二台第四世代機甲獵人，集合美國所有最先進科技於一身的機甲獵人，性能遠超美國其餘三台機甲，是美國最先進的機甲獵人。 | 2024年10月4日在古晉跟衝鋒發現號聯合作戰，圍剿登陸的四級怪獸，在激戰中猛獁象使徒被怪獸摧毀，兩名駕駛員陣亡，怪獸被衝鋒發現號擊殺              | N/A  |
| 日本   | 迴聲軍刀 エコー・セイバー Echo Saber                   | 第四世代型 Mark IV  | N/A      | N/A      | N/A      | N/A      | N/A      | N/A        | 日本第一台第四世代機甲獵人，在東京穹頂基地關閉後移動至悉尼穹頂基地服役，是在香港戰役前世界僅存的六台機甲之一，除役後按照聯合國的指示前往香港。 | 在前往香港前聯合火神幽靈跟四級怪獸「病毒」在澳大利亞外海激戰，結果不敵駕駛艙被擊中裂開冒著熊熊烈火，機甲身軀隨後被病毒腰斬撕碎，沉入海床裡面 | N/A  |
|        | 新星土衛七 ノヴァ・ハイペリオン Nova Hyperion          | 第四世代型 Mark IV  | N/A      | N/A      | N/A      | N/A      | N/A      | N/A        | 大韓民國第一台第四世代機甲獵人。 | 於未知時間點被摧毀 | N/A  |

## 怪獸
| 中／英文名        | 量級 | 高度  | 重量   | 機動力 | 攻擊力 | 防禦力 | 毒性 | 簡介 | 弱點             | 上岸點   |
| 入侵者 Trespasser | 一   | 92米  | 2700噸 | 7      | 5      | 4      | 中   | 第一只在地球上出現的怪獸，對人類造成相當大的恐慌、也為人類留下了非常深刻的印象，在踏平了奥克兰、舊金山、金門三座城市後被死於人類軍隊的核彈炮擊中。頭骨被人類回收保存在博物館，也在幾年後被人類做成玩具與宣傳活動。 | 無               | 舊金山   |
| 混沌 Hundun       | 一   | N/A   | N/A    | N/A    | N/A    | N/A    | N/A  | 第二只在地球上出現的怪獸，也再度重創人類社會，踏平整座馬尼拉後被人類軍隊消滅，但死亡軀體流出來的藍色血液嚴重汙染了水源。 | 無               | 馬尼拉   |
| Kaiceph           | 一   | N/A   | N/A    | N/A    | N/A    | N/A    | N/A  | 第三只在地球上出現的怪獸，牛頭外形，襲擊墨西哥沿岸，被人類軍隊消滅後屍體以航空母艦載回，也點醒所有人類怪獸襲擊不會就此結束。 | 無               | 聖盧卡斯 |
| 卡洛夫 Karloff    | 一   | N/A   | N/A    | N/A    | N/A    | N/A    | N/A  | 第四只在地球上出現的怪獸，它最大的特点是又高又瘦，灰色的皮肤，肩部、背部、手掌呈红色，头部修长，长着两对眼睛，類似科学怪人，被人類的第一個機甲獵人「戰鬥預控號」擊殺，為歷史上第一隻被機甲獵人所擊殺的怪獸，也給了機甲獵人計劃極大的信心，由此拉開了機甲獵人大戰怪獸的帷幕。 | 無               | 溫哥華   |
| 惡魔女巫 Onibaba  | 二   | 60米  | 2040噸 | 4      | 6      | 9      | 中   | 第一只在地球出現的二級怪獸，外形類似鱈場蟹，擁有一雙大鉗子，由史塔克獨自駕駛的戰狼探戈號擊殺。 | 頸部、肋间、韌帶 | 東京     |
| Knifehead         | 三   | 96米  | 2700噸 | 7      | 7      | 7      | 中   | 体型最大的三级怪兽，外形類似鯊魚，相对比较笨重。它身背贝壳一般的盔甲，黄色的动脉密布周身，胸前两对前肢是它的攻击武器，其中主肢硕大无比。最有效的武器是其大刀形状的頭骨，前端狭长，力量之大可以贯穿整个机甲。在即將登陆安克拉治時被吉普賽危機號攔截，在重創吉普賽危機號後被危機號發出的離子炮擊殺。 | 颈部、咽喉       | 安克雷奇 |
| 病毒 Mutavore     | 四   | 90米  | 2630噸 | 5      | 4      | 7      | 中   | 擁有圓月彎刀形状的頭骨，三只眼睛，背后有两只翅膀般的结构。在悉尼基地关闭一天之后登陸悉尼，只用了一个小时輕易推倒了坚固的生命之牆，也在進入城市時被剛除役的衝鋒發現號擊殺。 | 肋间             | 悉尼     |
| Otachi            | 四   | 63米  | 2690噸 | 8      | 6      | 7      | 極強 | 擁有翼龍外形的四級怪獸，四肢行走，行动敏捷，鋼鐵尾巴尖端有剪刀般的角质物，横扫威力巨大，前肢上隐藏着一对翅膀而可以像翼龍般地进行飞行。毒性非常强大，全身遍布着蓝色荧光般的血脉，下巴有上一个巨大的毒囊。舌头是蓝色荧光的花瓣状结构，类似于蛇的信子，同時也是它的感知器官，而喷出的高腐蚀性的硫酸能融化机甲的外壳。在登陸香港時單單用尾巴就擊敗了暴風赤紅號，並以硫酸重創車諾阿尔法號。最後被吉普賽危機號利用屠獸劍斬成兩半（腰斬），但死亡軀體被人類發現懷孕了一只小怪獸，小怪獸的威力同样不可小觑，因此是已知最強大的四級怪獸。                                                                                                   | 肋部、毒囊       | 香港     |
| Leatherback       | 四   | 81米  | 2900噸 | 5      | 6      | 10     | 低   | 擁有大猩猩外形的四級怪獸，體形龐大、手長腿短，身披厚重的角质层外壳，双拳就像一对大铁锤。它拥有所有四級怪獸中最高的防御力，能够承受巨大的冲击力而毫发无损，以此来弥补速度上的劣势。它最强大的武器是有机电磁脉冲——位于头部的发光器官，平时脉冲发射器隐藏在坚厚的铠甲中，使用时头部铠甲张开，脉冲器就像一个充电器，会释放电磁脉冲，让機甲的电子武器全部失效（可是對於採用較舊類比系統與核動力的吉普賽危機無效）。此外它並是一隻非常聪明的怪獸，一旦受伤就立刻逃走，還與鐵尾在登陸香港時制定战术，一个正面进攻，一个背后偷袭，在鐵尾以硫酸重創車諾阿尔法號後交由革龜直接打碎，最後在與支援的吉普賽危機號交戰時被連續發射的離子炮擊殺。 | 腹部             | 香港     |
| Raiju             | 四   | 109米 | 3475噸 | 10     | 7      | 8      | 中   | 速度最快的四級怪獸，擁有類似鱷魚與穿山甲的外形，周身鳞片全副武裝，流线型的头部，巨大的腳趾，使其在水中能够保持很高的行动力。保持着食肉动物的特点，比如它的血盆大口，但这只是一个伪装，巨口呈三面花瓣状打开后，里面隐藏着它真正的“頭部”，也是个会发光的嘴，在守護裂縫時被吉普賽危機號用屠獸劍斬成兩半（縱向斬開）。 | 頭部             | 突破點   |
| Scunner           | 四   | 134米 | 3230噸 | 5      | 9      | 8      | 低   | 咬力最強的四級怪獸，外形類似公牛，周身披着金属光泽的硬甲，头部一对角狀物，巨大的前肢是其主要攻击武器，但在水下速度稍慢。和雷獸守护突破点，最後在跟隨毒婦一起進攻尤里卡突袭者時被它用氫彈炸碎。 | 颈部             | 突破點   |
| 毒妇 Slattern     | 五   | 183米 | 6750噸 | >10    | >10    | >10    | 極強 | 歷史上第一只五級怪獸，體型的巨大幾乎是機甲三倍，三条尾巴，雙髻鯊外形，力量、防禦力、智力、攻击力、毒性與速度都比任何怪獸都要強大。其皮质也很厚，而且非常富有弹性，普通物理攻击打在其身上就像打在棉花上一样。三條尾巴是其主要攻擊武器，巨大的前肢揮動起來也是威力無窮。擁有各種具有毀滅性的攻擊，與衝鋒發現號戰鬥時被它利用氫彈炸傷，最終被進入突破點的吉普賽危機號用反应炉烧死。 | 腹部             | 突破點   |

## 製作
《環太平洋》由華納兄弟與傳奇影業公司推出，傳奇影業／DDY製作，由葛雷摩·戴托羅執導。本片以2D、3D版本上映，部分戲院則會有IMAX版，並由華納兄弟娛樂公司旗下的華納兄弟全球發行。
2011年11月14日开拍，2012年4月杀青，主要拍摄地位于多伦多。
此片的幕後創意團隊包括奧斯卡得獎攝影指導葛雷摩·戴托羅（《羊男的迷宮》）、製作設計安德魯·奈斯可蘭尼和卡蘿絲·碧兒、剪輯彼得·艾蒙森和約翰·吉爾羅，以及服裝設計凱特·荷利。配樂則是由拉敏·賈瓦迪所編寫。視效總監是約翰·諾爾和詹姆斯·普萊斯，動畫總監則是豪爾·席可。

### 企划
在2006年2月有报道称葛雷摩·戴托羅将会执导一部由崔維斯·畢齊漢编写的幻想主题剧本《Killing on Carnival Row》的电影，不过这个再并无下文。比彻姆在之后有次在圣塔莫尼卡码头附近的海滩上散步时，想象出了一架巨型机器人和一只大怪兽在打架；“它们超级大，差不多是像神那样从雾气裡具象化出来的。”他随后以此构思出了《环太平洋》大体架构，并在此基础上又增加了每台机器人都要由两名驾驶员操纵之类的点子，并延展出“如果当其中一个驾驶员死掉了会怎么样？”的假设。比彻姆将故事基调定位“关于失去，在失去后继续前行，以及应对幸存者的负罪感”，并开始撰写电影剧本。2010年5月28日，有报道称传奇影业已买下比彻姆的25页电影剧本大纲，并确认影片名称为《环太平洋》。
2010年7月28日，有报道称葛雷摩·戴托羅的下一部电影将会是改编自霍华德·菲利普斯·洛夫克拉夫特的中篇小说《疯狂山脉》，由环球影业制作出品，詹姆斯·卡梅隆监制。当葛雷摩·戴托羅去与传奇影业讨论两者合作一部电影的可能性时，他被比彻姆的剧本大纲所吸引，尽管当时的剧本只还是薄薄的几张纸。葛雷摩·戴托羅随后与传奇影业签订一份协议：他在执导《疯狂山脉》的同时也将监制《环太平洋》并合写其剧本；由于影片在制作时间上的冲突，只有当《疯狂山脉》被取消时，他才会亲自来执导制《环太平洋》。而传闻汤姆·克鲁斯将连带主演《疯狂山脉》。
2011年3月7日，有报道称环球影业将不会制作《疯狂山脉》，原因是葛雷摩·戴托羅不愿妥协1亿5000万美元的预算和R级（限制级）的影片分级。墨西哥导演稍候回应道：当这件事（影片取消）发生时，有些事从来没在我身上发生过，但那个周末我真的哭了很久。我不希望自己听上去像个可怜的人，不过我确实被这个决定伤的很重，我为这个项目而落泪。《疯狂山脉》被宣布下马是在一个周五，而葛雷摩·戴托羅在隔周的周一便签下了执导《环太平洋》的合约。
葛雷摩·戴托羅在之后花费了一年的时间与特拉维斯·比彻姆合作编写剧本，在影片的演职员名单中，他被列为剧本作者之一。他介绍了他总是希望在这种类型影片中看到的想法，比如怪兽的诞生和从一个孩子的角度来目击怪兽的进攻。剧本还有获得了来自尼尔·克洛斯的编辑改写，不过他的名字没有出现在演职员名单裡，他曾撰写了由葛雷摩·戴托羅监制的恐怖电影《屍人保姆》的剧本以及创作了本片主演之一伊德瑞斯·艾尔巴曾领衔主演的电视剧《卢瑟》。此外，帕特里克·梅尔顿、马库斯·邓斯坦和德鲁·皮尔斯等人也为本片的剧本进行了编辑改写，不过他们的名字也没有被列入演职员名单。

### 拍摄
《环太平洋》于2011年11月14日在加拿大的多伦多正式开拍，直到2012年4月结束。而导演本人在第二周的拍摄工作临近尾声时向媒体提及了本片的进度。在摄制过程中，本片的代号被称作“Silent Seas”以及“Still Seas”。
在本片之前，葛雷摩·戴托羅从没有在115天之内拍摄完一部电影，不过《环太平洋》的拍摄周期只有103天。为了达成这一目标，德尔·托罗拟定了一个单分出来的单位，这样他就可以每天早于主单位开工，以及在他的休息日也能制作。在这103天内，葛雷摩·戴托羅每天工作17～18个小时，一周7天无休。此外，他还采用了新的方式来指导演员的表演，他允许演员有“失败”的动作和即兴发挥；不过全片还是在德尔·托罗的牢牢掌控之下拍摄，“所有的东西，100%都要迟早从我眼前过一遍。我统揽一切。有些人喜欢这样，有些人不喜欢，但为了完成影片，这是唯一的方法。”。
《环太平洋》使用了瑞德數位電影攝影機公司的Red One数码摄像机拍摄。最开始的时候，葛雷摩·戴托羅并没有想要把本片拍成3D电影的打算，他认为影片中机甲和怪兽的庞大体型不会给3D带来好的效果。不过后来影片被宣布将会通过转制提供3D版本，而转制的周期超过了40个星期。葛雷摩·戴托羅说：“我能跟你说什么呢？我改变我的想法了，我不是去竞选，我可以成为罗姆尼。”
葛雷摩·戴托羅从电影中剪掉了大约1个小时长的原片素材。这些被弃用的脚本素材展现了角色们的很多细节，不过导演认为这影响了影片的一些平衡，他阐述到：我们不能假装这是易卜生与一堆怪兽和几只巨型机器人混在一起。我不能假装我正在深刻的反思人类。“每个角色的细节都要被剪到最低要求。导演想让电影保持在两个小时左右，尤其是对年轻观众而言。亚历杭德罗·冈萨雷斯·伊尼亚里图和阿方索·卡隆参与剪辑。亚历杭德罗删掉了“十多分钟的镜头”，而阿方索删掉了“几分钟”并重新编排了几个场景。跟詹姆斯·卡梅隆和大卫·柯南伯格所做的一样，两人出现在片尾字幕的“特别鸣谢”名单中。

### 设计
德尔·托罗把《环太平洋》设想成一个真诚且丰富多彩的冒险故事，带有一种“令人难以置信的通透明亮之感”，这跟“超级焦虑、超级黑暗且愤世嫉俗的暑期档电影”是极为不同的。导演聚焦于“场面大、壮丽且精制的视觉效果”，动作要让成人观众满意，但表示他“真正希望”向年轻一代的孩子介绍怪兽和机甲流派。尽管电影在很大程度上吸收了这些流派，但它避免了直接引用以往的作品。德尔·托罗意在塑造出一种原创但“让人着迷”于其影响，灌输着“史诗之美”和“歌剧之宏伟”的事物。制作出片尾字幕的雷·哈利豪森和本多猪四郎曾分别创造《原子怪獸》和《哥斯拉》等巨型怪物流派电影。

## 音乐
《环太平洋》的配乐由德籍伊朗裔作曲家拉敏·贾瓦迪（Ramin Djawadi）负责制作。导演葛雷摩·戴托羅选择他来为本片编排曲目是看中了拉敏·贾瓦迪在为《越狱》、《钢铁侠》以及《权力的游戏》等影视作品配乐过程中优秀表现，葛雷摩·戴托羅认为拉敏·贾瓦迪的音乐风格在宏伟中又透露着一种人性。本片的结尾曲《Drift》由布莱克·帕尔曼作词，并由她与美国说唱巨星RZA演唱。
《环太平洋》的原声碟《Pacific Rim: Original Motion Picture Soundtrack》分为数字版和实体版。两者在亚马逊网络商城分别于2013年6月18日与25日上架发售。实体版原声碟于7月9日开始在零售店发售，早于电影正式上映三天的时间。

## 發行

### 评价
媒体综评65分，其中《罗杰·艾伯特网站》、《坦帕湾时报》、《纽约时报》和《每日电讯报》给出满分；烂番茄新鲜度72%，获得良好口碑，一般认为动作场面与视觉效果非常精彩，但剧情太过简单。
美媒代表性评价有：“头脑与肌肉俱全，巨型机器与凶恶怪兽之间的搏斗惊心动魄，在保证足够养眼元素的同时打造出史诗般地气魄”，“充斥着各种噪音、碎屑和破坏的动作影片，但延展至每一个角落的兴奋与活力，乃至刻意安排的细节铺垫都让本片疯狂”，“在批量的战斗场景之间，德尔莫还不忘塑造他特有的温情和艺术观感，也正是如此才让本片没有那么冰冷和无趣”，“多了一些其他机器人大片那样的聒噪与喧嚣，少了一些吉尔莫-德尔-托罗式的沉静内在，不得不说这是一个遗憾”。
日本著名游戏制作人小岛秀夫在观看完本片后，连发多条Twitter推文盛赞本片。
由于中国大陆上映的版本采用了潮流式本土化翻译，引起了网友褒贬不一的广泛争议以及对翻译员贾秀琰的吐槽。

### 票房
北美方面，首周末收获3830万美圆名列第三位，北美累计1.018亿。
香港方面，累计3170万港币。
中國方面，自7月31日在上映后，首周五天收2.9亿元人民币（约4500万美元），成为当周票房冠军，这一成绩也超越了《小时代》的2.7亿，成为2013年中国暑期档中首周成绩最高的。次周入帐2.1亿蝉联冠军，12天累计5亿。第三周收1.5亿实现三连冠，中国以累计6.5亿的成绩超越北美成为本片第一大票仓。第四周收4000万列第四，累计6.9亿。
台灣方面，首週四天票房為新台幣1.08億元；次週票房累計至新台幣2億元；第三週票房累計至近新台幣2.7億元；最終全台票房為新台幣3.14億元。
| 上一届： 《怪獸大學》    | 2013年台北週末票房冠軍 第28-29周     | 下一届： 《金鋼狼：武士之戰》 |
| 上一届： 《速度与激情6》 | 2013年中国内地一周票房冠军 第31-33周 | 下一届： 《侏罗纪公园3D》     |

## 續集
續集於2012年7月就開始一直在討論中，在《環太平洋》上映後有傳言將不會有續集，而會是前傳。直到後來導演德托羅才證實下一部電影是「續集」，預計由環球影業發行，於2017年4月7日上映。2014年7月9日，導演宣布將於2014年8月開始執行製作。到2015年末，導演還透漏了續集的時間線以及有些不太一樣的設定：「故事發生在第一集之後的幾年，並不是緊接著延伸，那是一個怪物被釋放的世界，解釋了之後的世界發生了什麼事、解釋為何怪獸對於機器人科技來說不再是個威脅，是一個跳躍式的續集。」。拍攝工作預計於2015年11月開始在多倫多進行。電影的拍攝日被延至2016年。《好萊塢報導》透露，據傳，由於環球影業和傳奇之間的利益顧忌，而使續集的製作被無限期停產，電影最後是否會繼續下去仍是未知數。事後，導演德托羅和環球證實製作仍在繼續進行中，但勢必會延期。2016年2月，電影改由《夜魔俠》（電視劇）的導演史蒂芬·S·迪奈特執導，成為他的電影導演處女作。
2016年6月6日，約翰·波耶加將擔任主演，而他的製片公司也會共同參與電影的製作。月底，史考特·伊斯威特加入會談，有望飾演關鍵性的角色。2016年6月30日，宣布電影的上映日確定為2018年2月23日。
2016年7月20日，電影的新編劇由艾蜜莉·卡邁克爾和基拉·史奈德擔任。查理·漢納受訪時表示，因日程安排自己將不會回歸續集。2016年9月，新人女演員卡莉·史派妮確認擔任女主角，而中國女演員景甜加入演出「大便確定」。2016年11月，片名確認為《環太平洋2：漩渦》，而製作也已開始。後來片名改為《環太平洋2：起義時刻》。